# Liopilio glaber
Liopilio glaber is een hooiwagen uit de familie echte hooiwagens (Phalangiidae).